# 色彩意象
色彩意象（英語：Color Image）,也就是色彩讓人產生心理感覺和感情。色彩意象是配合心理層面，綜合考量出色彩的不同屬性的感覺，與色彩聯想關聯密切，但較重在抽象性的象徵意義。人們對於色彩意象所用的形容詞非常豐富，先從價值的判斷開始，如美醜、喜惡等，進而逐漸表達感性的審美詞彙。人們對於色彩意象的形容詞，可透過美國學者奧斯古德（英語：Osgood，1916年─1991年）所創發的「語意差異分析法」（英語：Semantic Diffrential Techinique）,一般將之整理為「評價性意象」、「活動性意象」及「力量性意象」，包含一系列形容詞和它們的反義詞。